# شيلدون فان دير ليند
شيلدون فان دير ليند (بالإنجليزية: Sheldon van der Linde)‏ هو سائق سيارة سباق جنوب أفريقي، ولد في 13 مايو 1999.

## روابط خارجية
- شيلدون فان دير ليند على موقع DriverDB.com (الإنجليزية)